# 內別川
內別川（日语：／ Naibetsu）是流經日本北海道千歲市的石狩川水系千歲川的支流。1985年被日本環境廳（現環境省）選為名水百選之一。

## 名稱
內別川的名字源於阿伊努語“nay-pu”，意為“河口”，河流本身在阿伊努語中沒有專有名稱，通常被稱為“nay”或“sawa”:136。也被稱為苗別川:38。

## 水文
內別川發源於千歲市西郊的支笏火山灰台地，在距支笏湖約24公里、距千歲站5公里處匯入千歲川，長度2.5公里，流域6.68平方公里，流量為0.69m3/s，是流域降水量的1.8倍以上。已確認的60多個泉眼從約4.2萬年前支笏火山噴發末期形成支笏湖破火山口時噴發的支笏浮石流沉積層噴出:47-48,60。

## 保護
1969年7月的暴雨導致泉眼上游的自衛隊北海道大演習場一帶的泥沙隨山洪流入自來水道，為此千歲市在自衛隊的合作下修復了演習場的堤防，種植樹木以增加保水性，並建立了由快速沉澱池和淨化劑注入裝置組成的淨化設施。1975年計劃在流域內建造高爾夫球場，但由於防止水污染的成本而被取消。1979年流域內的宇久舞遺址群成為國定史跡:1189-1190。2003年，內別川沿岸的143.3公頃土地被千歲市自然環境保護條例指定為第一個自然環境保護區:68。

## 外部連結
- 環境省名水百選（內別川湧水） （页面存档备份，存于）
- 美味的千歲水 內別川湧水 （页面存档备份，存于）
- 千歲觀光 名水親子公園 （页面存档备份，存于）